# حسين فخري باشا
حسين فخري باشا جنكات (1843ـ 1920) وزير ورئيس وزراء مصري سابق من أصل شركسي، تولى رئاسة الوزارة لمدة ثلاثة أيام (من 15 يناير 1893 - إلى 18 يناير 1893).

## مولده
وُلد حسين فخري جنكات في القاهرة عام 1843، ووالده الفريق جعفر صادق باشا الشركسي من عائلة جنكات والذي تولّى منصب حكمدار السودان عام 1865.
عين معاوناً للمحافظة عام 1863، ثم نقل إلى نظارة الخارجية.
في عام 1867 انتدبته الحكومة المصرية لتأدية مهمة في باريس، وأثناء ذلك أرسل له والده يطلب منه البقاء لدراسة العلوم القانونية، وتمكن والده من إلحاقه بسلك الإرسالية المصرية.

## حياته السياسية
عقب إتمام علومه عاد إلي مصر عام 1874 في عهد الخديوي إسماعيل وعين في نظارة (وزارة) الحقانية، ثم ترقى نائباً عمومياً في محكمة مصر الابتدائية المختلطة.
عُيّن ناظراً (وزيراً) للحقانية في وزارة رياض باشا الأولى عام 1879،
ترأس لجنة لوضع قانون للنظارة وفقاً للنسق الأوروبي، تضمن المحاكم الأهلية، وقانون الانتخاب، وتنظيم المحاكم الشرعية، ونظم للأخيرة لائحة مخصوصة، وقد توقفت هذه اللجنة عن عملها نظراً لقيام الثورة العرابية.
تولى رئاسة مجلس إدارة بنك مينا البصل بالإسكندرية في نوفمبر 1881.
عُيّن مرة أخرى ناظراً للحقانية في نظارة محمد شريف باشا الرابعة عام 1882، فأعاد إحياء مشروع اللجنة السابقة لوضع القوانين، وقد أنجز القوانين السابقة، وفتحت المحاكم بالوجه القبلي.
أوفدته الدولة إلى باريس لحضور مؤتمر حياد قناة السويس.
عُيّن مرة أخرى ناظراً للحقانية في نظارة مصطفى رياض باشا الثانية عام 1888، واحتدم الصدام بينه وبين المستر سموت القاضي الإنجليزي الذي عين لإعادة النظر في النظام القضائي المصري عام 1890، فقد قدم حسين فخري تقريراً مضاداً لآرائه.
تولى منصب ناظر الحقانية مرة أخرى في وزارة مصطفى فهمي باشا الأولى عام 1891، فرئيساً للنظارة وناظراً للداخلية في وزارته عام 1893، ولم يمكث سوى ثلاثة أيام نظراً لمعارضة بريطانيا، وموقفه السابق من المشروع البريطاني لإصلاح القضاء المعروف بمشروع سكوت.
عاد مرة أخرى وزيراً للأشغال والمعارف العمومية في نظارة نوبار الثالثة عام 1894.
جمع بين وزارتي الأشغال والمعارف العمومية مرة أخرى في عهد نظارة مصطفى فهمي الثالثة عام 1895. وهي أطول مدة يتولاها وزير، فقد بقى في منصبه 14 عاماً (1894 - 1908).
كان عضواً في المجمع العلمي المصري، والجمعية الجغرافية، ولجنة العاديات المصرية، ولجنة حفظ الآثار العربية.

## رئاسته الوزارة

### حكومته
| الوزير         | الوزارة                                        |
| -------------- | ---------------------------------------------- |
| أحمد مظلوم     | نظارة الحقانية                                 |
| بطرس غالي باشا | نظارة المالية                                  |
| تكران باشا     | نظارة الخارجية                                 |
| حسين فخري باشا | نظارة الداخلية                                 |
| محمد زكي باشا  | نظارة الأشغال العمومية، نظارة المعارف العمومية |
| يوسف شهدي باشا | نظارة الحربية والبحرية                         |

## إنجازاته

### من انجازاته في نظارة المعارف العمومية
- أول من أدخل تعليم الدين والسلوك في منهج التعليم الابتدائي عام 1897.
- قرر إعانة للكتاتيب الأهلية لتشجيعها على النهوض بمستواها، وتشجيعاً لتعليم البنات ضاعفت النظارة الإعانة عن كل تلميذة بما يساوي تلميذين.
- أّلف لجنة لفحص مباني المدارس بسبب كثرة الانهيارات، واهتم بإنشاء المباني المدرسية التي مازالت قائمة لليوم مثل: المدرسة السعيدية، المدرسة السنية، المعلمين الناصرية بالمنيرة (دار العلوم).
- أنشأ قسماً للمعلمات في المدرسة السنية، وفي عام 1903 أنشئت مدرسة لمعلمات الكتاتيب، وأنشئت أول مدرسة للمعلمين الأولية عام 1904.

### من انجازاته في نظارة الأشغال
- أتمت الحكومة بناء الدار الكبرى للمحاكم الأهلية، ودار الكتب، ودار العاديات المصرية.
- إقامة كباري جزيرة الروضة.
- الشروع في بناء خزان أسوان، وسد أسيوط، والانتهاء من بناء قناطر زفتى، وبناء قناطر إسنا.
- في عهده أنشئت أربعة أعمال كبرى على النيل منها: ثلاث قناطر، وهدارات غاطسة خلف القناطر الخيرية، وبهذا دخلت مصر مرحلة مهمة في تاريخ الري، مرحلة التخزين السنوي وضبط النهر، وبذلك أمكن تعميم وتطوير نظام الصرف، وتمويل الحياض بالوجه القبلي.

## حياته الشخصية
هو والد محمود فخري باشا، سفير مصر بفرنسا وزوج الأميرة فوقية كريمة الملك فؤاد من زوجته الأولى الأميرة شويكار.

## وفاته
توفي عام 1920.